# Bolnišnica Albergo Reale dei Poveri
Bolnišnica Albergo Reale dei Poveri tudi Bourbonski hospic za revne ali il Reclusorio, je nekdanja javna bolnišnica/ubožnica v Neaplju v južni Italiji. Zasnoval jo je arhitekt Ferdinando Fuga, gradnja pa se je začela leta 1751. Visoka je pet nadstropij in dolga približno 354 m. Popularno je bila znana kot Palazzo Fuga. Kralj Karel III. Španski hiše Bourbonov je mislil na objekt za nastanitev obubožanih in bolnih, pa tudi za zagotavljanje samozadostne skupnosti, kjer bi revni lahko živeli, se učili obrti in delali. Ogromen hospic je nekoč v ločenih krilih nastanil več kot 5000 oseb, moških in žensk Stavba je središče Neaplja, ki je vključen na Unescov seznam svetovne dediščine.

## Zgodovina

### Izvor
Leta 1749 je poklical kralj Karel III. arhitekta Ferdinanda Fuga iz Firenc, ki je prišel v Neapelj in mu naročil, naj načrtuje velikanski Albergo dei Poveri, da bi tam zbral množice revežev celotnega kraljestva. Kraljev projekt se je ujemal s posebno zgodovinsko klimo, na katero so vplivale teorije neapeljskega iluminizma. Nekaj let prej je kralj pospešil tudi delo na Albergo dei Poveri v Palermu.
Fuga je izbral primerno lokacijo ob pomembni ulici Via Foria na območju, ki je bila takrat na severnem robu mesta, in zasnoval pravokotno stavbo ogromnih proporcev s petimi dvorišči. Zaradi ogromnega obsega gradbenega projekta je delo trajalo tako dolgo, da ni bilo dokončano do Fugove smrti leta 1782, zato se je nadaljevalo pod vodstvom Maria Gioffreda in Carla Vanvitellija, dokler ni bilo končno dokončano leta 1819.
Ko je bila stavba dokončana, je bila zelo impozantna, vendar je še vedno predstavljala le del tega, kar bi morala biti po prvotnih načrtih;  med drugim so bila realizirana le tri od petih prvotno načrtovanih notranjih dvorišč. Med razlogi za opustitev prvotnega načrta je bila poleg ogromnih stroškov, ki bi jih povzročila njegova izvedba, nova vizija novega kralja Ferdinanda I., drugačna od vizije njegovega očeta Karla: zato so se odločili za nov projekt, ki ga je pripravil arhitekt Francesco Maresca in je predvideval omejeno število spalnic v korist večjih prostorov, v katerih bi bili nameščeni stroji za proizvodno. Na začetku 19. stoletja je bila dobrodelna ustanova torej namenjena zagotavljanju potrebnim (kot so sirote Santa Casa dell'Annunziata, ki so bile sprejete leta 1802), sredstva za preživetje in usposabljanje v obrti, ki bi jih naredila neodvisne v vsakdanjem življenju.
Leta 1838 so v Albergo dei Poveri odprli različne šole, vključno z glasbeno šolo, ki je več let zagotavljala kvalificirane glasbenike za vojaške družbe in kjer so se menjavali slavni učitelji, vključno z Raffaelejem Caravagliosom, in pomembnimi upravitelji, vključno z Rodrigom Nollijem.
Impozantni stavbi se je v desetletjih namembnost večkrat spremenila, vendar je vedno ohranila, četudi le delno, prvotni namen podpore: tam so bili prostori za šolo za gluhoneme, pa tudi za prevzgojni center za mladoletnike, sodišče za mladoletnike, kinodvorano, mehanične delavnice, telovadnico, oddelek gasilcev in civilni oddelek neapeljskega državnega arhiva. Leta 1938 so bili tam nastanjeni nekateri udeleženci prvega mednarodnega kriminološkega kongresa, ki je potekal v Rimu.

### 20. stoletje
Leta 1937 je bila na pobudo prefekta Giovannija Battista Marzialija izvedena korenita prenova, ki je bila odgovor na potrebe, ki sta jih opredelila minister za pravosodje Arrigo Solmi in generalni direktor zaporov Giovanni Novelli, po inštitutu za zaščito in oskrbo mladoletnikov, za katere veljajo varnostni ukrepi. Ti mali gostje, podvrženi opazovanju in selekciji, ob upoštevanju okoljskih in ekonomskih pogojev, v katerih so bili rojeni in vzgojeni, ter zaradi fizioloških ali socialnih razlogov, ki so predstavljali aberacijo, so bili poslani v izobraževalni laboratorij in na tečaje poklicnega usposabljanja, kjer so bili pripravljeni, da so se kasneje lahko zaposlili kot strokovnjaki v javnih ali zasebnih podjetjih.
Sodišče za mladoletnike in prevzgojni center sta zasedala celotno zahodno krilo palače. Takratni prostori so vključevali predobravnavno sobo s traktom pisarne predsednika sodišča, državno tožilstvo, prostore za odvetnike, sejno sejo, sobo za priče in razne pripadajoče pisarne. Preostali del palače je bil uporabljen kot opazovalni center, ki je vseboval veliko sprejemno dvorano, ambulanto za obiske zdravnikov, razstavno dvorano, refektorij s priloženo kuhinjo, velike spalnice, dve telovadnici, dva vrta, delavnico, obrtni laboratorij, kapelo za bogoslužje, osnovno šolo, šolo za psihotehniko in ravnateljstvo za poučevanje.
Stavbo je poškodoval potres 23. novembra 1980: nekaj nadstropij, ločenih od stranskih sten, in del levega trakta ob botaničnem vrtu. Umrlo je nekaj starejših ljudi in dve osebi, ki sta zanje skrbela.
Leta 1981 je stavba prešla v last mesta Neapelj, ki je leta 1999 začelo projekt ohranjanja in obnovitev.

### 21. stoletje in sodobna raba
Obstaja nekaj zakonskih omejitev, ki vplivajo na uporabo stavbe.
- Omejitev na socialno in neprofitno uporabo: ta omejitev ima svoje korenine v Legge Regionale 1980 št. 65, ki se je zavezala, da bo zagotovila kontinuiteto institucionalne dejavnosti, za katero je bil Albergo dei Poveri zgrajen. V stavbi deluje amatersko športno društvo Kodokan, ki je del projekta La città dei giovani ('Mesto mladih') in številna druga društva. Poleg tega se v stavbi odvijajo nekateri dogodki neapeljskega Teatro Festival Italia.
- Omejitev na zgodovinsko-umetniško uporabo: Albergo dei Poveri velja za dobro lastnino v smislu D.lg. 1999 št. 490 pod različnimi zaščitnimi določbami, kot je prepoved izvajanja restavracij, ki poslabšajo bistveni videz, ohranitev ali strukturno celovitost. Zaradi tega so bili podani različni predlogi za njegovo ohranitev, kot so: ustanovitev muzeja obrti in starin za razstavljanje in promocijo lokalnega gospodarstva ter »Mesta glasbe« za krepitev neapeljske pevske tradicije. Govorilo se je tudi o selitvi sedeža dežele Kampanija tja, a ni bilo nič izpeljano.

Tako je na začetku 21. stoletja mesto Neapelj pripravilo predlog glavnega načrta, ki je poskušal spoštovati prej omenjene omejitve in realiziral Città dei giovani, ustanovljen januarja 2005, ki je mladim v okrožju zagotovil izobraževalne in rekreacijske prostore.
Obnovo, ki je potekala pred evropskim razpisom, je naročilo mesto Neapelj mednarodni skupini strokovnjakov pod vodstvom gradbenega inženirja Giorgia Crocija iz Rima in specialista arhitekta Didierja Repellina iz Francije, ki sta jo sestavljala inženirja Giuseppe Carluccio in Mario Biritognolo, pomembni arhitekti, kot so Paolo Rocchi, Pascal Prunet, Francesca Brancaccio in Nicholas Detry, ter svetovalec mravlje Elio Giangreco in Giovanni Carbonara. Projekti so bili v skladu z načeli kritične restavracije usmerjeni v filološko obnovo izgubljenih ali poškodovanih delov ter v uporabo novih materialov in tehnologij, kjer oblike ni bilo več mogoče obnoviti v skladu z načeli okoljske združljivosti in trajnosti: originalni pokrov je bil nadomeščen s pokrovom iz stekla s solarnimi paneli, originalni materiali, kot so tuf, zid in apnenec, so bili obnovljeni stari leseni okenski okvirji in montiran sistem cistern za zbiranje deževnice. Nekateri od teh posegov so bili financirani tudi z loterijo na podlagi zakona 662/93.

### Obeti
Leta 2021 je Draghijeva vlada določila dodelitev 100 milijonov evrov za nadgradnjo Real Albergo dei Poveri kot del »nacionalnega načrta za okrevanje in odpornost«. Zlasti minister za kulturo Dario Franceschini je predlagal, da bi tja preselili Narodno knjižnico, ki je od leta 1920 v prostorih Palazzo Reale, čeprav je bil ta projekt z različnih strani sprejet hladno.
Novembra 2023 je Gennaro Sangiuliano, minister za kulturo v vladi Meloni, ponovil željo po ohranitvi kompleksa kot kulturnega središča in slovesno odprl gradbišče skupaj z županom Gaetanom Manfredijem: v stavbi bodo od leta 2026 arhivi in čitalnice Narodne knjižnice, pisarne in razstavne ter kongresne dvorane mesta Neapelj, trgovine in restavracije, del zbirk Nacionalnega arheološkega muzeja (MANN), večnamenski prostori za skupnost, avditorij in upravne pisarne za univerzo ter tudi gostišče s 180 ležišči za študente.

## Opis
Projekt je vključeval gradnjo stavbe za sprejem in prevzgojo v duhu pragmatične sankcije ustanovitve okoli 8000 revnih beračev, potepuhov in brezdelnežev iz vsega Neapeljskega kraljestva, ki so bili, čeprav sposobni za delo, brezdomci in brez stabilne zaposlitve. Stanovalci so bili razdeljeni v štiri kategorije: moški, fantje, ženske in dekleta. Vsaka od kategorij je bila umeščena v ločene sektorje brez možnosti stika, razen za delovni čas; Odločitev je bila sprejeta na ta način, da bi preprečili promiskuiteto, kakršna se je uveljavila v hospicu San Gennaro zunaj mestnega obzidja - manjšem, a z enakim namenom kot Real Albergo dei Poveri. Prvotni projekt je predvideval veliko večji stavbni kompleks, kot je videti danes. Raztezal naj bi se na 600 metrov dolgem in 135 metrov širokem območju ter vsebovala pet notranjih dvorišč v nizu, sredina pa bi bila opremljena s kapelo s šestimi radialno razporejenimi kraki.

### Fasade
Real Albergo dei Poveri pokriva površino 103.000 m2 in ima dolžino fasade 400 metrov – približno 100 metrov dlje od fasade palače Caserta – razdeljeno z dvojno vrsto trakov za pilastre, za katero je značilno tudi pet vrst oken in trije venci s timpanonom na sredini: dvojno dvokrako stopnišče, ki je glavni vhod v stavbo, je monumentalno. Na vhodni fasadi lahko preberete napis v latinščini humanista in epigrafista Alessia Simmaca Mazzocchija:
REGIVM TOTIVS REGNI PAVPERVM HOSPITVM

(Kraljeva ubožnica celotnega kraljestva)

### Notranjost
Notranji prostori so razporejeni okoli treh dvorišč. Na osrednjem dvorišču je stavba v obliki Andrejevega križa z enim nadstropjem, ki mora biti temelj velike cerkve z osrednjo ladjo in štirimi radialno razporejenimi kraki (stranskimi ladjami), ki povezujejo omenjeno dvorišče s stranskimi kraki.
Stranska dvorišča so bila zasnovana kot vrtovi, s cvetličnimi gredami v sredini in po obodu, ki merijo približno 8 × 10 metrov, z rekreacijskimi površinami, kot so nogometna in odbojkarska igrišča itd. Dvorišče trakta, ki gleda na Via Bernardo Tanucci, zdaj služi kot parkirišče.
Stavba ima več kot 430 prostorov različnih velikosti glede na lokacijo: največji v stranskih traktih so dolgi 40 metrov, široki 8 metrov in visoki v vseh nadstropjih 8 metrov.